# Conus papillaris
Conus papillaris é uma espécie de gastrópode do gênero Conus, pertencente à família Conidae.